# Liste des membres prince-édouardiens de l'Ordre du Canada
Pour un article plus général, voir Ordre du Canada.
- Angèle Arsenault
- Iphigenie Arsenault
- J. Edmond Arsenault
- Flora Minnie Leone Bagnall
- Gordon L. Bennett
- Roy E. Boates
- Francis William Pius Bolger
- David M. Boswell
- Philip Churchill Bower
- Louis P. Callaghan
- Orin Donald Carver
- M. Dorothy Corrigan
- Evelyn MacEwan Cudmore
- Donald M. Deacon
- L. George Dewar
- Joseph Aubin Doiron
- J. Regis Duffy
- Charles William John Eliot
- Clara Gallant
- J. Albert Gallant
- J. Henri Gaudet
- Gustave Gingras
- Donald E.M. Glendenning
- William James Hancox
- Catherine G. Hennessey
- Mary Henry
- Helen deGreayer Herring
- Alan H. Holman
- Harry T. Holman
- Ronald E. Irving
- Judith Lorie Kane
- Margaret Kelly
- Charles E. Linkletter
- Donald R. Livingstone
- A.A. Macdonald
- Thelma P. MacDonald
- Harry D. MacKenzie
- Arthur MacKinnon
- J. Angus MacLean
- Elinor Elizabeth MacLellan
- Robert Graham MacLeod
- Robert Lloyd George MacPhail
- Florence I. Matheson
- Preston McIntyre
- Henry Purdy
- Beatrice R. Reeves
- Marion Loretta Reid
- William W. Reid
- Antoine Richard
- Mary Julia Roper
- Alan K. Scales
- Paul Hudson Schurman
- Walter Russell Shaw
- Joseph Howard Sherman
- Frank J. Storey
- Allan Stewart Swim
- Adele Townshend
- George Joseph Tweedy
- A. Raymond Alfred Vessey
- Evelyn Vessey
- Moncreiff Williamson